# Fagersta luftbevakningstorn

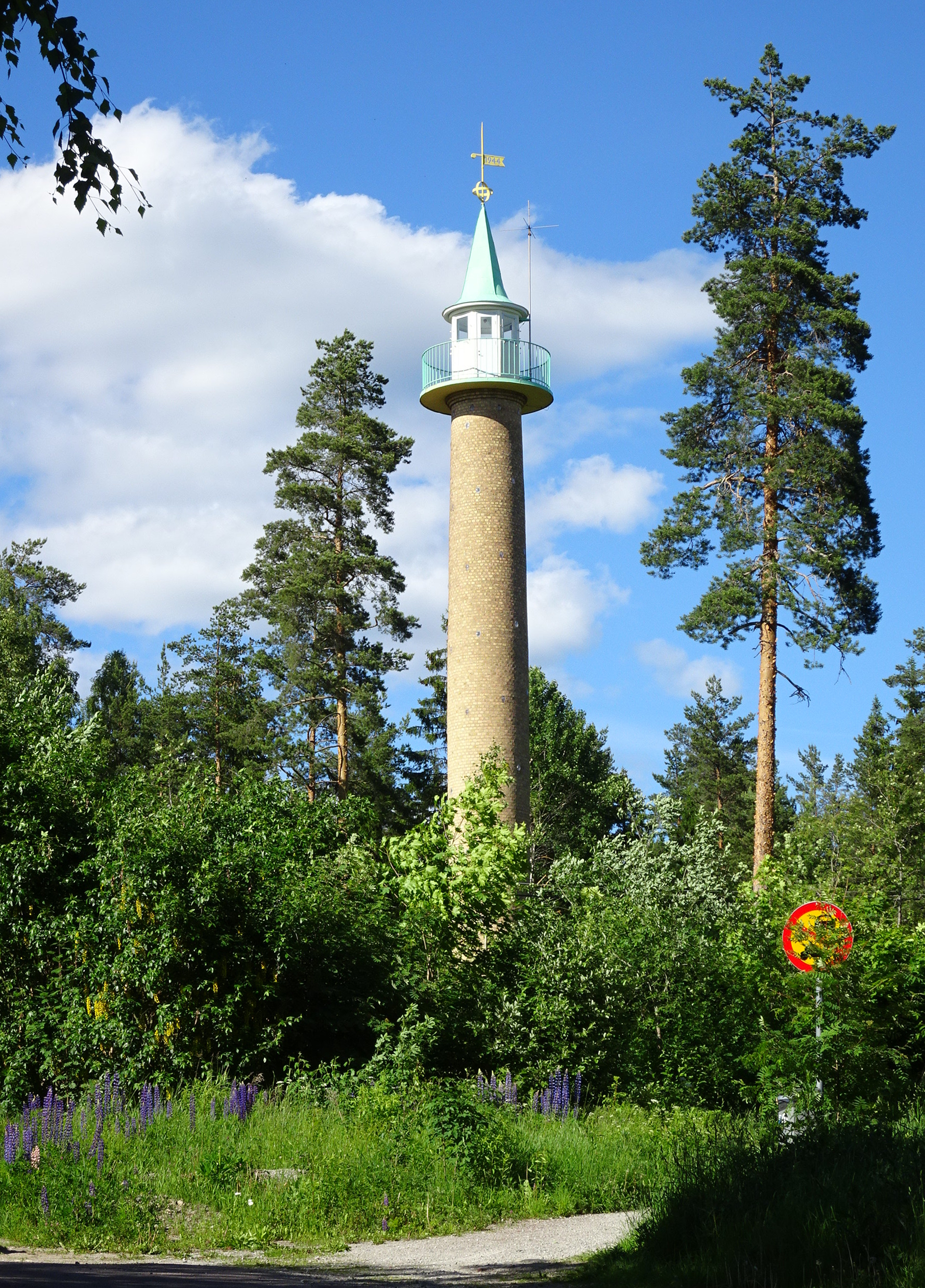
Fagersta luftbevakningstorn.

 Fagersta luftbevakningstorn  är ett arkitektritat luftbevakningstorn, byggt 1944. Tornet är ett byggnadsminne.
Luftbevakningstornet i Fagersta är runt, 26 meter högt, byggt i gult tegel och påminner i formen om en minaret. Tornet skulle användas för eventuellt flyganfall under andra världskriget, men blev byggt så sent att det knappt kom att användas. Tornet förklarades för byggnadsminne i Västmanlands län 2013.
Luftbevakningstornet byggdes i andra världskrigets slutskede för att larma om eventuella fientliga flygplan, som skulle kunna hota Fagersta bruks AB, där det tillverkades bland annat krigsmateriel som granathylsor och gevärspipor. Beslut fattades om att bygga tornet 1943 för att vägleda luftvärnskanoner runt industriområdet. 
Tornet ritades av Cyrillus Johansson, som också har ritat flera andra byggnader i Fagersta. Vid toppen finns ett åttakantigt rum med fönster och glasad dörr. Runt om finns en balkong.